# آلبرت کرو
 آلبرت کرو (انگلیسی: Albert Crewe؛ زاده ۱۸ فوریهٔ ۱۹۲۷ درگذشته ۱۸ نوامبر ۲۰۰۹) یک دانشمند اهل بریتانیا بود.